# گارنک (استان ماسوویان)
گارنک (به لهستانی:  Garnek) یک روستا در لهستان است که در گمینا تسرانوو واقع شده‌است.